# Padar (eiland)
Padar is een klein eiland (2.017 ha) dat gesitueerd is tussen de eilanden Rinca en Komodo. Padar ligt in het oosten van Indonesië waar het staatkundig ook toe behoort.
Het eiland is van vulkanische oorsprong, het geniet enige bekendheid doordat het onderdeel is van Nationaal park Komodo. Op Padar kwam tot recentelijk de komodovaraan (Varanus komodoensis) voor, maar deze is hier tegenwoordig uitgestorven.